# Gianna Manzini
Pour les articles homonymes, voir Manzini (homonymie).
Gianna Manzini est une écrivaine italienne née à Pistoia le 24 mars 1896 et morte à Rome le 31 août 1974 .

## Biographie
Gianna Manzini nait à Pistoia, ville de Toscane, en 1896, issue d’une famille aisée de la bourgeoisie locale.
Ses parents se séparent après quelques années en raison de désaccords entre les idées anarchistes du père, Giuseppe Manzini, et le désir de respectabilité conservatrice de la mère, Leonilda Mazzoncini,. La séparation de ses parents laisse dans l’âme sensible de la fillette une trace indélébile, qui s’exacerbe encore plus quand, encore jeune femme, s’installe en elle un sentiment de culpabilité et de remords pour ne pas avoir été proche de son père quand celui-ci, après avoir participé à quelques complots contre le régime fasciste créé récemment, se voit recommander par Mussolini en personne à se retirer dans un exil volontaire dans un petit village de montagne aux confins de l’Appennino Pistoiese, Cutigliano, et qui décède en 1925 à la suite d'une agression fasciste préméditée,.
Après la séparation de ses parents, au début de l’automne 1914, elle déménage avec sa mère à Florence, en 1915, pour terminer ses études.
Elle s’inscrit et a assiste aux cours de littérature de l’université de Florence et participe au débat culturel très animé de la fin de la Première Guerre mondiale et de la montée du fascisme. Pendant la préparation de la thèse, sur les œuvres ascétiques de Pietro Aretino, elle fait la connaissance de Bruno Fallaci. C’est le coup de foudre, qui, après un court laps de temps, finit par un mariage, le jour de Noël 1920.
En 1928, elle publie son premier roman Tempo innamorato [ Le Temps de l'amour] , qui est accueilli comme une bouffée de fraîcheur par le critique Emilio Cecchi, et qui attire l’attention d’André Gide et de Valery Larbaud. Ce roman évoque déjà des thèmes qui reviendront dans son œuvre, comme le thème de la solitude de la femme et de sa fuite dans les souvenirs et les rêves. Elle commence à contribuer à la revue littéraire Solaria.
En 1930, elle est la seule femme choisie par Enrico Falqui et Elio Vittorini pour leur anthologie Scrittori Nuovi, mais, avec le succès et l’ouverture vers la littérature européenne, vient la crise conjugale. En 1933 elle se sépare de son mari, abandonnant sa bien-aimée Florence, tire un trait sur son passé et s’installe à Rome avec Enrico Falqui. La ville, dans un premier temps s'avère hostile, sa relation amoureuse est orageuse, mais avec le temps, elle retrouve un équilibre sentimental et un endroit où déposer définitivement ses racines.
Dans l’immédiat après-guerre, en 1945, elle fonde la revue Prosa avec Enrico Falqui : l'aventure éditoriale ne dure guère, mais le magazine joue un rôle de premier plan dans le débat épineux sur le récit, en hébergeant des écrits de Virginia Woolf, Thomas Mann, Jean-Paul Sartre et de Paul Valéry.
En concomitance avec son engagement littéraire, elle commence une carrière frivole comme chroniqueuse de mode, d’abord pour le  Giornale d'Italia, puis pour l'hebdomadaire Oggi. Plus tard, elle tient une chronique régulière dans la revue littéraire La Fiera Letteraria qu’elle signe des pseudonymes Pamela et Vanessa, des écrits joyeux, des pensées bizarres, des distractions qu’elle s'autorise à côté d'un engagement tyrannique et absolu.
En 1945 toujours, elle publie le récit Lettera all'Editore, mêlant autobiographie, essai et roman. Cette œuvre marque le point culminant de son lyrisme esthétique. Quelques années plus tard, en 1953, elle rencontre le jeune Pasolini. Il l'incite à oublier un lyrisme esthétisant et provincial, pour privilégier un style plus simple. Elle écrit un nouveau roman, La sparviera (L’Épervière), qui remporte en 1956 le prestigieux prix Viareggio. L'épervière, c'est la toux, l’histoire d'une maladie pulmonaire, qu'elle a contractée enfant et qui ne la pas lâchée depuis,.
D'autres fantômes de l'enfance ressurgissent aussi dans son dernier roman Ritratto in piedi (Portrait en pied), qui trace le portrait de son père. Elle remporte avec ce roman le Prix Campiello. Dans son dernier recueil de nouvelles Sulla soglia, publié en 1973, elle aborde des thèmes comme l'interprétation, le dialogue avec les morts, etc..
Elle meurt à Rome, en 1974,, quelques mois seulement après la disparition de son compagnon et grand amour Enrico Falqui.

## Thématique
La prose de Gianna Manzini, telle que définie par son premier critique Emilio Cecchi « compliquée et peu éblouissante » a toujours essayé de construire le récit suivant des angles et des plans différents, par ces déplacements constants, le récit possède à la fois un rythme haletant, des préciosités lexicales, métaphoriques et le style devient souvent acrobatique. Le critique Giacomo Debenedetti écrit d'elle « certainement, elle a réussi et elle réussit à prononcer des mots que, jusqu'à l’instant précédent, nous avions cru imprononçables [.....] de cette manière [...]  elle peut nous décrire un visible que nous devrions voir, mais que nous ne verrons jamais de nous-même. ». Elle se révèle une intellectuelle raffinée, auteure de morceaux lyriques et expérimentatrice de formes ouvertes de texte. Elle suit un chemin original et innovant, au-delà des tendances littéraires, souvent en avance sur son temps, avec des procédés novateurs et très personnels.
Ses deux derniers livres sont pour elle un retour douloureux aux origines. La mémoire du père bien-aimé, la culpabilité, ranimées après un oubli de presque soixante ans, sont inévitables pour disséquer tout son vécu, l’histoire douloureuse d’un père riche qui abandonne sa famille pour courir après un idéal et un destin tragique, et d’une mère riche, bourgeoise, conservatrice et réactionnaire, l'histoire du choc entre des choix différents et inconciliables.

## Œuvres traduites en français
- L’Épervière, [« La sparviera »], trad. de Michel Breitman, Paris, Éditions Stock, 1958, 229 p. (BNF 32415239)
- Portrait en pied, [« Ritratto in piedi »], trad. de Marilène Raiola, Paris, Éditions Mille et une nuits, 2002, 268 p.  (ISBN 2-84205-661-2)